# Aizarnazabal
Aizarnazabal település Spanyolországban, Gipuzkoa tartományban. Aizarnazabal Aia, Zarautz, Zestoa, Zumaia és Getaria községekkel határos. Lakosainak száma 780 fő (2024).

## Népesség
A település lakosságának változását az alábbi diagram mutatja:
| Lakosok száma | 533  | 579  | 614  | 669  | 733  | 775  | 775  | 772  | 795  | 780  |
|               | 2001 | 2004 | 2006 | 2009 | 2011 | 2014 | 2016 | 2019 | 2021 | 2024 |